# Seroczyn (Siedlce)
Pour les articles homonymes, voir Seroczyn.
Seroczyn (prononciation : [sɛˈrɔt͡ʂɨn]) est un village polonais de la gmina de Wiśniew dans le powiat de Siedlce de la voïvodie de Mazovie dans le centre-est de la Pologne.
Il se situe à 6 kilomètres au sud-ouest de Siedlce (siège du powiat) et à 67 kilomètres à l'est de Varsovie (capitale de la Pologne).
Le village comptait approximativement une population de 750 habitants en 2005.

## Histoire
De 1975 à 1998, le village appartenait administrativement à la voïvodie de Siedlce.

Depuis 1999, il appartient administrativement à la voïvodie de Mazovie